# CoCo Ichiban!
Albums de CoCo
Straight
(1991) Share
(1992)
Singles
CoCo Ichiban! (CoCo1番!) est le premier album compilation du groupe CoCo.

## Présentation
L'album sort le 10 juillet 1991 au Japon sous le label Pony Canyon, quatre mois après le précédent album du groupe, Straight. Il atteint la 12e place du classement de l'Oricon, et reste classé pendant six semaines.
L'album  contient douze pistes : les chansons-titres des six singles du groupe sortis précédemment, trois de leurs "faces B", et trois autres titres tirés de chacun des trois albums du groupe parus jusqu'alors (Strawberry, Snow Garden, et Straight).
Cinq des titres étaient alors inédits en album : la chanson-titre du dernier single News na Mirai sorti trois mois auparavant, les deux chansons du troisième single Natsu no Tomodachi / Omoide ga Ippai sorti l'année précédente, et les deux autres chansons de "face B" (Melody et Kamisama wa Ijiwaru ja nai).

## Liste des titres
| 1.  | Kimi no Uta, Boku no Uta (君の歌、僕の歌)                  | Titre de l'album Snow Garden        | 4:53 |
| 2.  | News na Mirai (Newsな未来)                                 | Single                              | 4:00 |
| 3.  | Hanbun Fushigi (はんぶん不思議)                            | Single de l'album Strawberry        | 3:50 |
| 4.  | Melody (メロディー)                                        | Face B du single Sasayaka na Yūwaku | 4:37 |
| 5.  | Natsu no Tomodachi (夏の友達)                              | Single                              | 3:32 |
| 6.  | Kamisama wa Ijiwaru ja nai (神様はいじわるじゃない)        | Face B du single Live Version       | 4:34 |
| 7.  | Naze? (なぜ?)                                              | Titre de l'album Straight           | 4:25 |
| 8.  | Omoide ga Ippai (思い出がいっぱい)                         | Face B du single Natsu no Tomodachi | 3:53 |
| 9.  | Sasayaka na Yūwaku (ささやかな誘惑)                        | Single de l'album Snow Garden       | 4:29 |
| 10. | Live Version                                               | Single de l'album Straight          | 4:16 |
| 11. | Sayonara Kara Hajimaru Monogatari (さよならから始まる物語) | Titre de l'album Strawberry         | 4:09 |
| 12. | Equal Romance (EQUALロマンス)                              | Single de l'album Strawberry        | 4:29 |